# Laval (Canada)
Laval è una città del Canada, situata nella parte sud-occidentale del Québec, a nord di Montreal.
Con i suoi 442 648 abitanti, è la città più popolosa dell'area metropolitana di Montréal, la terza più popolosa del Québec e la tredicesima del Canada.
I 247 km2 di superficie della città si collocano sull'Île Jésus, separata dall'Isola di Montréal dal Rivière des Prairies e dal continente a nord dal Rivière des Mille Îles, ma anche in piccola parte su una moltitudine di isole circostanti che fanno parte dell'Arcipelago di Hochelaga.
Laval forma la propria regione amministrativa in Québec, il proprio territorio equivalente ad un comune di contea regionale (TE) e la propria divisione di censimento (CD) con codice geografico 65. Costituisce anche la giurisdizione distretto di Laval.

## Storia

### Signoria dell'Île Jésus
Conosciuta dai popoli autoctoni e utilizzata principalmente come luogo di passaggio, l'Île Jésus divenne una signoria mentre il territorio del Québec veniva colonizzato dai francesi sotto il nome di Nuova Francia.
Nel 1636, l'Île Jésus venne concessa ai Gesuiti canadesi come signoria, ma senza venire sfruttata. La signoria passò nelle mani di François Berthelot, consigliere e segretario del re Luigi XIV, ma dopo solo 3 anni, nel 1675, passò nelle mani di François de Montmorency-Laval, vescovo della città di Québec, in cambio dell'île d'Orléans. La città moderna fu battezzata Laval in ricordo di quest'ultimo. Nel 1680 l'isola fu ceduta al Seminario della città di Québec, a cui rimase fino al 1854.
Il popolamento dell'isola fu avviato nel 1672 e partì dalla nella punta orientale, ma lo sviluppo fu limitato fino a quando non fu firmata la Grande Pace di Montréal del 1701, che mise fine alla guerra tra francesi e Iroquois.

### Nascita dei comuni parrocchiali

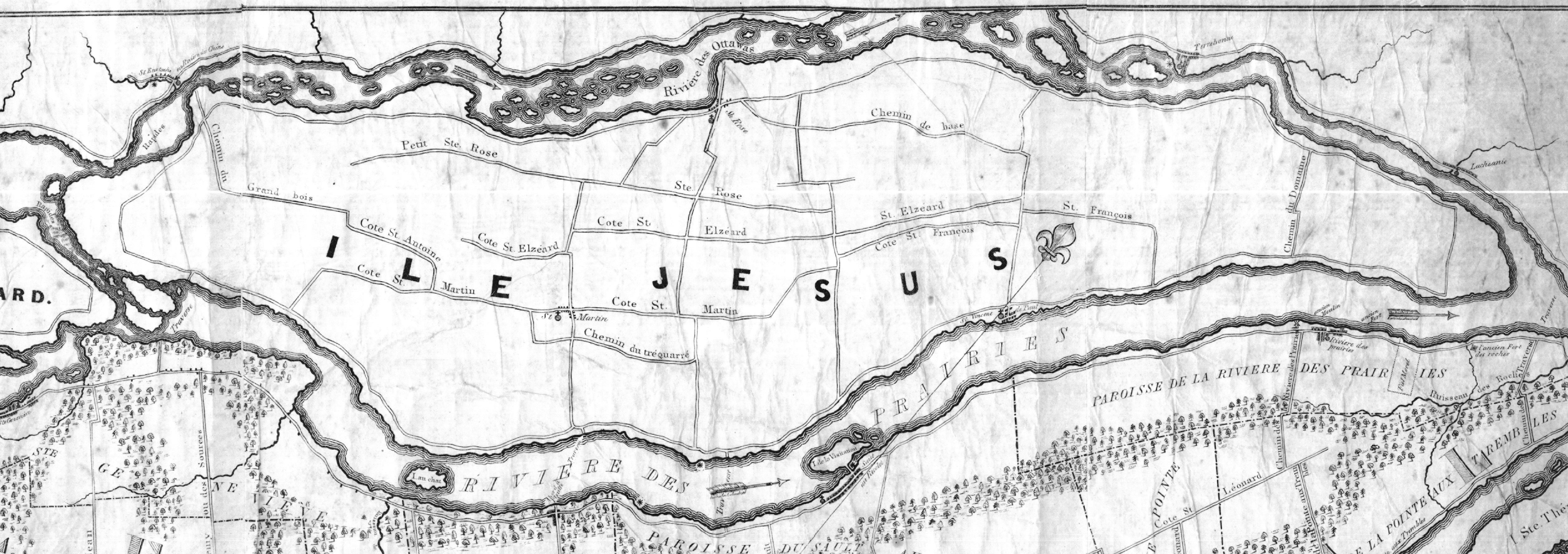

Nel 1702 fu fondato un comune parrocchiale dedicato a Saint-François de Sales (da non confondere con l'attuale Saint-François-de-Sales a Saguenay-Lac-Saint-Jean), e nel 1740 furono fondati i comuni parrocchiali di Saint-Rose-de-Lima e Saint-Vincent-de-Paul.
La popolazione, inizialmente concentrata sulle sponde del fiume, si estese gradualmente verso il centro dell'isola, infatti venne fondato un nuovo comune parrocchiale, quello di Saint-Martin, nel 1774.
Nel 1681 l'isola contava 24 abitanti, che diventarono 2379 nel 1765 e poi circa 6500 nel 1823.
Come signoria, il territorio dell'isola rimase prevalentemente rurale e solo nel 1845 si tentò di instaurare un sistema munincipale, ma senza successo. Si dovrà aspettare al 1854, quando fu proclamato l'Acte pour l'abolition des droits et devoirs féodaux dans le Bas-Canada che mise definitivamente fine alle signorie.

### Contea di Laval
Il regime munincipale fu stabilito nel 1855 e gli ex-comuni parrocchiali di Saint-François-de-Sales, di Saint-Martin, di Sainte-Rose-de-Lima e di Saint-Vincent-de-Paul divennero munincipalità. Fu anche istituita la contea di Laval, che ispirerà poi il nome della città di Laval 110 anni più tardi.
Nel corso dei secoli, agricoltori francesi si trasferirono sull'île Jésus e numerose case centenarie sono ancora abitate. La terra molto fertile dell'isola fece dell'agricoltura un'attività molto diffusa.

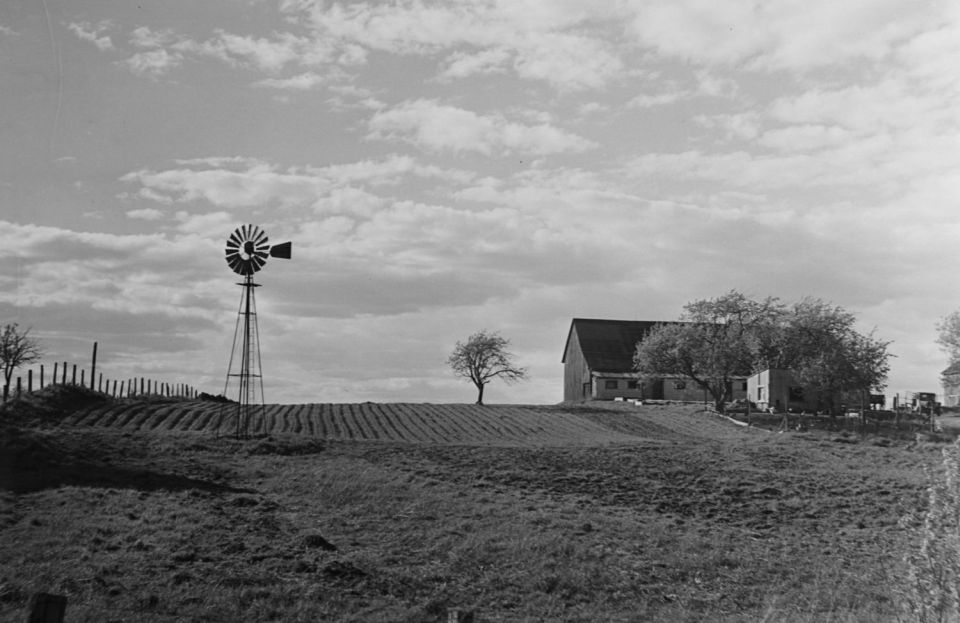
Fattoria a Laval-des-Rapides nel 1941

### Urbanizzazione e sviluppo
Nel 1961, la città di Saint-Martin e quella di Renaud furono annesse quella di l'Abord-à-Plouffe per formare la città di Chomedey. Il progetto iniziale prevedeva anche la fusione con la città di Laval-des-Rapides, ma quest'ultimà si ritirò.
Per affrontare i problemi di urbanizzazione sorti negli anni sessanta del Novecento, i vari comuni che esistevano nell'Île Jésus furono uniti il 6 agosto 1965 e formarono la città di Laval. Prima dell'unione vi erano 14 diverse città, che sono poi diventati i 14 quartieri della città:
- Auteuil
- Chomedey
- Duvernay
- Fabreville
- Îles-Laval
- Laval-des-Rapides
- Laval-Ouest
- Laval-sur-le-Lac
- Pont-Viau
- Sainte-Dorothée
- Sainte-Rose
- Saint-François
- Saint-Vincent-de-Paul
- Vimont

## Geografia fisica

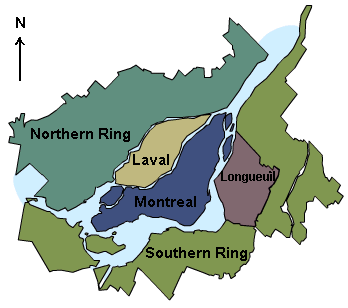
Comunità metropolitana di Montréal

Il territorio della città è distribuito nel seguente modo: superfici artificiali (56.9%), foreste (16.6%), terre agricole (7.7%), specchi d'acqua (2.4%).
Laval occupa tutta l'isola dell'île Jésus, al cuore dell'arcipelago di Hochelaga. Con Montréal, la grande metropoli del Québec, Laval è nel cuore della Comunità Metropolitana di Montréal, uno degli agglomerati urbani più grandi del Canada. 
La superficie della città è di 267 km2 dei quali 246 sono terrestri, corrispondenti allo 0.02% del territorio del Québec. Laval è la regione amministrativa del Québec più piccola, 3200 volte meno grande della regione del Nord-du-Québec, quella più estesa.
A causa della sua vicinanza a Montréal, Laval ha subito un importante processo di urbanizzazione, e la maggior-parte del territorio è ormai urbanizzato. Le maggiori aree urbane sono situate nella parte centrale dell'isola e intorno ai fiumi a sud (Rivière des Prairies) e a ovest.
L'altitudine del territorio cittadino varia dai 4 metri ai 65 metri del mont Laval. L'altitudine è di appena una decina di metri nel quartiere di Saint-François, nella punta est dell'isola. 
L'isola di Laval è creata dall'unione di due fiumi che si uniscono alle sue estremità: il Rivière des Mille Îles a nord, che dà il proprio nome a un celebre parco (Parc de la Rivière-des-Milles-Îles) e che divide Laval dalla Couronne Nord, e il Rivière des Prairies a sud, che separa l'isola dall'isola di Montréal.
All'interno dell'isola sono presenti quasi 70 km di ruscelli permanenti. I principali sono i ruscelli di La Pinière, Champagne, Papineau-Lavoie et Gascon. L'isola non possiede alcun lago o specchio d'acqua notevole.
Laval confina a sud con Montréal oltre il Rivière des Prairies, a nord-est con la munincipalità di Les Moulins (Terrebonne) e Thérèse-De Blainville (Blainville, Bois-des-Filion, Boisbriand, Lorraine), a nord-ovest con la munincipalità di Deux-Montagnes oltre il Rivière des Mille Îles.

## Popolazione
Il 75% della popolazione è di madrelingua francese; il 6% di madrelingua inglese, mentre il restante 18% parla altre lingue europee, fra cui l'italiano. La religione prevalente è quella cattolica praticata dall'81% della popolazione.

## Dati demografici
Secondo il censimento del 2016, la popolazione di Laval era stimata in 422.993, un aumento del 5,3% rispetto al censimento precedente nel 2011. Le donne costituivano il 51,4% della popolazione totale. I bambini sotto i 14 anni sono il 17,4%, mentre il 17,2% della popolazione è in età pensionabile (65 anni e più). L'età media è stata calcolata in 41,9 anni.